# Ozarba concolor
Ozarba concolor är en fjärilsart som beskrevs av George Francis Hampson 1918. Ozarba concolor ingår i släktet Ozarba och familjen nattflyn. Inga underarter finns listade i Catalogue of Life.